# Công viên Hluhluwe–Imfolozi
Công viên Hluhluwe–Imfolozi, trước đây là khu bảo tồn thú săn Hluhluwe–Umfolozi, là khu bảo tồn thiên nhiên tuyên bố lâu đời nhất ở châu Phi. Công viên bao gồm 960 km² (96.000 ha) địa hình đồi núi 280 kilômét (170 mi) về phía bắc Durban ở trung tâm Zululand, KwaZulu-Natal, Nam Phi và được biết đến với hệ động vật hoang dã phong phú lẫn nỗ lực bảo tồn. Công viên chỉ là công viên nhà nước ở KwaZulu-Natal, nơi cả năm loài thú săn lớn sinh sống. Nhờ những nỗ lực bảo tồn, công viên hiện có quần thể tê giác trắng lớn nhất trên thế giới. Tuy nhiên, khu vực của tê giác và công viên hoang dã đang bị đe dọa bởi kế hoạch xây dựng một mỏ than lộ thiên ngay trên biên giới công viên, một kế hoạch mà liên minh các tổ chức đấu tranh ngăn chặn ngày càng tăng.